# Akkaia neopolygoni
Akkaia neopolygoni är en insektsart som beskrevs av Ghosh, M.R., A.K. Ghosh och D.N. Raychaudhuri 1971. Akkaia neopolygoni ingår i släktet Akkaia och familjen långrörsbladlöss. Inga underarter finns listade i Catalogue of Life.